# Pagode de l'Empereur de Jade
La Pagode de l'Empereur de Jade (vietnamien : Chùa Ngọc Hoàng, nom officiel : Ngọc Hoàng Điện) est une pagode taoïste et bouddhiste située au 73, rue Thi Luu, dans le 1er arrondissement, d'Hô Chi Minh-Ville, Viêt Nam.

## Historique

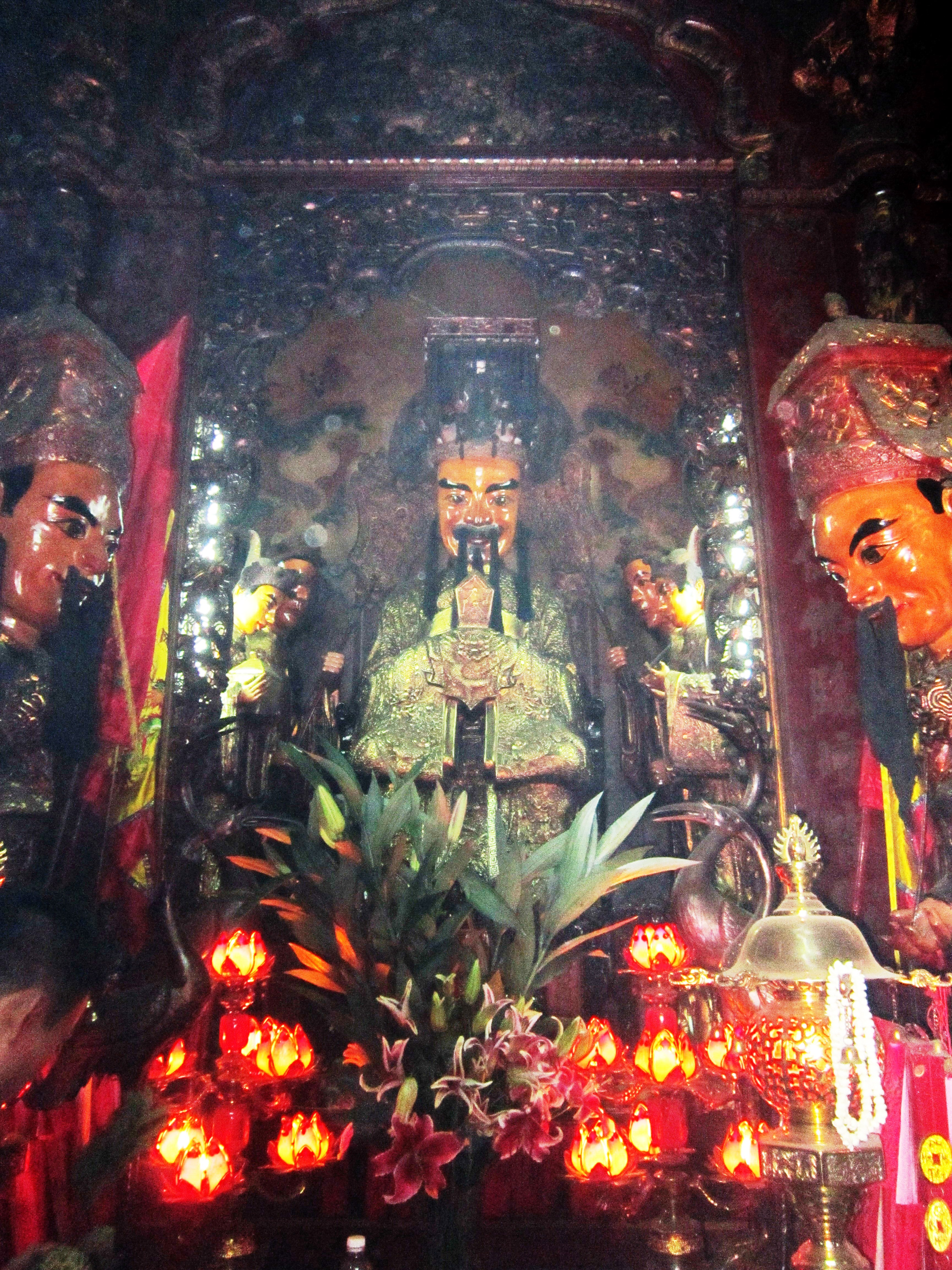
Statue de l'empereur de Jade.

Elle a été construite par la communauté chinoise en 1909 (ou en 1982 par l'homme d'affaires Chinois Liu Ming). Depuis 1984, elle est également connue sous son nouveau nom sino-vietnamien de Phước Hải Tự (福海寺, « temple de la mer et de chance »), et sous celui de pagode de la tortue pour vénérer l'Empereur de jade.
En mai 2016, le temple est visité par le président américain Barack Obama lors de sa visite au Vietnam.

## Présentation
La pagode de l'empereur de jade est un temple ancien, construit dans le style d'un temple chinois avec des motifs décoratifs. La pagode est construite avec des briques et des toits recouverts de tuiles yin et yang, décorés avec des bords de toit, et les coins sont recouverts de statues en céramique colorées.
Dans le temple, il existe de nombreuses œuvres d'art: peintures de culte, statues de culte.
La pagode héberge près de 300 statues, dont une centaine d'anciennes statues en papier mâché. La seconde partie de l'édifice est consacrée au juge des enfers avec les plaques des dix supplices de l'enfer. Une autre partie est dédiée à la femme et la fertilité, et une dernière aux morts. Dans l'assiette du temple, un bassin contient des poissons-chats et des carpes, et une autre bassin des tortues.
Le temple s'étend sur environ 2 300 m2.